# Marek Novotný
Pour les articles homonymes, voir Novotny.
Marek Novotný est un joueur tchèque de volley-ball né le 4 mai 1978 à Piešťany (Slovaquie). Il mesure 2,02 m et joue attaquant.

## Clubs
| Club               | De        | À         |
| ------------------ | --------- | --------- |
| Aero Odolena Voda  | 1998-1999 | 1999-2000 |
| GFCO Ajaccio       | 2000-2001 | 2002-2003 |
| AS Cannes          | 2003-2004 | 2005-2006 |
| Sisley Trévise     | 2006-2007 | 2007-2008 |
| EAP Patras         | 2008-2009 | 2008-2009 |
| Jastrzębski Węgiel | 2009-2010 | 2009-2010 |
| VSC Fatra Zlín     | 2010-2011 | 2010-2011 |
| Olympiakos         | 2011-2012 | 2011-2012 |
| GFC Ajaccio        | 2012-2013 | 2012-2013 |

## Palmarès
- Championnat d'Italie (1)
  - Vainqueur : 2007
- Championnat de France (1)
  - Vainqueur : 2005
  - Finaliste : 2004
- Coppa Italia (1)
  - Vainqueur : 2007